# Isaiah Morris
Isaiah Samuel Morris, (Richmond, Virginia, 2 de abril de 1969) es un exjugador de baloncesto estadounidense. Con 2.03 de estatura, su puesto natural en la cancha era el de ala-pívot.

## Biografía
Morris jugó dos temporadas con la University of Arkansas antes de ser seleccionado por Miami Heat en la segunda ronda del Draft de 1992 (pick 37). Fue traspasado inmediatamente a Detroit Pistons, con los que disputó 25 encuentros en la temporada 1992-93 de la NBA, promediando 2.2 puntos por partido. A final de temporada fue traspasado junto a Dennis Rodman a San Antonio Spurs a cambio de Sean Elliott y David Wood. En San Antonio fue cortado.
El ala-pívot, dejó la NBA, para convertirse en un trotamundos al jugar en multitud de países como Venezuela, España, Uruguay, Polonia, Yugoslavia (Estrella Roja de Belgrado), Rusia, República Dominicana, Grecia, Chipre y Puerto Rico desde 1994 a 2004.
En 2006 volvió a Arkansas para jugar con los Arkansas Aeros de la nueva ABA en la temporada 2006-07.

## Estadísticas de su carrera en la NBA

### Temporada regular
| Año     | Equipo  | PJ | PT | MPP | %TC  | %3P  | %TL  | RPP | APP | ROB | TPP | PPP |
| ------- | ------- | -- | -- | --- | ---- | ---- | ---- | --- | --- | --- | --- | --- |
| 1992-93 | Detroit | 25 | 0  | 4.1 | .456 | .000 | .750 | .5  | .2  | .1  | .0  | 2.2 |
| Total   | Total   | 25 | 0  | 4.1 | .456 | .000 | .750 | .5  | .2  | .1  | .0  | 2.2 |